# Tour-Saint-Gelin
Tour-Saint-Gelin é uma comuna francesa na região administrativa do Centro, no departamento Indre-et-Loire. Estende-se por uma área de 13,39 km². Em 2010 a comuna tinha 528 habitantes (densidade: 39,4 hab./km²).